# Treno di notte per Lisbona (film)
Treno di notte per Lisbona (Night Train to Lisbon) è un film del 2013 diretto da Bille August e con protagonisti Jeremy Irons, Mélanie Laurent, Jack Huston, Martina Gedeck, Bruno Ganz e Christopher Lee. Il film è basato sull'omonimo romanzo scritto da Pascal Mercier nel 2004.

## Trama
Raimund Gregorius è un professore svizzero di Latino che ogni giorno si reca nel liceo di Berna dove insegna. In una grigia mattina di pioggia, un evento cambia improvvisamente la sua vita tranquilla e monotona: una ragazza, in piedi sul parapetto, sta per buttarsi giù da un ponte; lui interviene e riesce a fermarla prima che sia troppo tardi. Insieme raccolgono i compiti fradici degli alunni che erano volati via. Lei gli chiede se lo può seguire, e insieme entrano in classe.
Più tardi, la ragazza esce dalla classe in punta di piedi; Gregorius continuando la lezione la segue dalla finestra mentre si allontana, poi prende il soprabito della ragazza, abbandonando la classe, e torna sul ponte, ma della ragazza nessuna traccia. Nel soprabito trova un libro: Um ourives das palavras (L'orafo delle parole) di Amadeu Inácio De Almeida Prado - Lisbona 1975. Sfogliandolo scopre il timbro di una libreria di Berna, dove si reca. Il libraio ricorda bene che una ragazza il giorno prima lo aveva letto, aveva pagato e poi era andata via.
Mentre Raimund passa il libro al negoziante, cade un biglietto ferroviario per Lisbona, che lui raccoglie. Il treno parte dopo 15 minuti: Raimund riprende il libro e corre in stazione. Dopo essersi guardato attorno e non vedendo nessuno arrivare, quando ormai il treno è in movimento, sale. Durante il viaggio notturno continua affascinato la lettura del libro fino a raggiungere la capitale del Portogallo. Raimund prende alloggio alla Posada Silva e cerca l'indirizzo dell'autore del libro nell'elenco telefonico. Trova l'abitazione, dove sul portone c'è ancora una targa, MÉDICO - Dr. Amadeu de Almeida Prado - Medicina geral. Il medico, nonché scrittore del libro, era membro della resistenza che si oppose al regime di António de Oliveira Salazar. Ad accoglierlo è la sorella, che lo immagina ancora in vita.
Uscendo di casa, la governante gli sussurra che se vuole incontrare Amadeu lo può trovare al Cemitério dos Prazeres. Partendo da lì, Raimund ricostruisce le vicende di un gruppo di amici che si erano opposti alla dittatura di António de Oliveira Salazar fino a scoprire che la ragazza del ponte altra non era che la nipote di Rui Luís Mendes, un feroce poliziotto detto il Boia di Lisbona; la ragazza aveva scoperto la verità sull'amato nonno solo leggendo quel libro. Dopo aver tirato le fila della storia è pronto per salire sul treno e ritornare alla sua vita ma, quando si rende conto di aver trovato l'amore nella nipote di uno dei ribelli, non è più sicuro della sua decisione.

## Distribuzione
Il film è stato proiettato in anteprima in concorso alla sessantatreesima edizione del Festival internazionale del cinema di Berlino il 13 febbraio 2013.
Nel circuito dei cinema è stato distribuito in Germania e nella Svizzera tedesca a partire dal 7 marzo 2013, in Portogallo a partire dal 21 marzo e nei Paesi Bassi e in Italia a partire dal 18 aprile.